# Публий Пинарий
Публий Пинарий (на латински: Publius Pinarius) е политик на ранната Римска република през 5 век пр.н.е. Произлиза от фамилията Пинарии.
През 430 пр.н.е. Публий Пинарий е цензор заедно с Луций Папирий. Двамата са патриции. Консули тази година са Луций Юлий Юл и Луций Папирий Крас.